# Преображенское сельское поселение (Кемеровская область)
Преображенское сельское поселение — муниципальное образование, входящее в состав Тяжинского муниципального района Кемеровской области.
Административный центр поселения — село Преображенка.

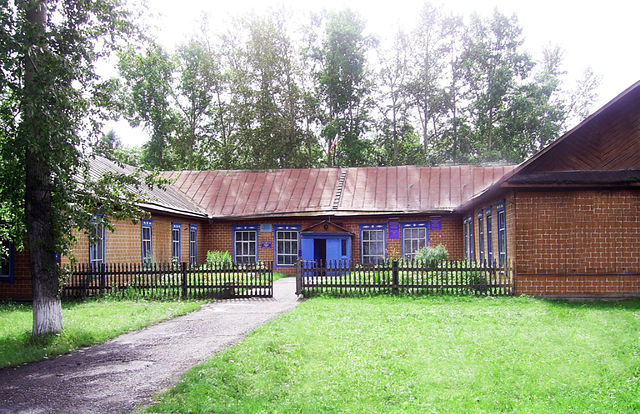

## Территория и природные условия
Преображенское сельское поселение граничит с Тяжинским городским поселение, а также с Нововосточным, Новопокровским, Тисульским и Листвянским сельскими поселениями. Большая часть территории поселения занята лесами.
Климат резко континентальный с продолжительной холодной зимой и относительно коротким, но тёплым, летом.
Поселение находится в зоне рискованного земледелия. Почвы преимущественно оподзоленные. Оценка почв позволяет относить их к среднебонитетным.

## Органы местного самоуправления
Структуру органов местного самоуправления Преображенского сельского поселения составляют:
- Совет народных депутатов Преображенского сельского поселения;
- глава Преображенского сельского поселения;
- администрация Преображенского сельского поселения.

Совет народных депутатов
Совет народных депутатов Преображенского сельского поселения является представительным органом поселения. Состоит из десяти депутатов. Председателем Совета народных депутатов является глава муниципального образования. В настоящее время действует Совет народных депутатов Преображенского сельского поселения второго созыва, избранный на выборах 10 октября 2010 года.
Глава Преображенского сельского поселения
Глава Преображенского сельского поселения является высшим должностным лицом поселения. Избирается на пять лет. Божко Виктор Николаевич — ныне действующий глава Преображенского сельского поселения (избран 10 октября 2010 года).
Администрация Преображенского сельского поселения
Администрация Преображенского сельского поселения — исполнительно-распорядительный орган местного самоуправления поселения. Обладает правами юридического лица и является муниципальным казённым учреждением. Администрацией руководит глава Преображенского сельского поселения на принципах единоначалия.

## История
Преображенское сельское поселение образовано 17 декабря 2004 года в соответствии с Законом Кемеровской области № 104-ОЗ.

## Население
| 2010  | 2011  | 2012  | 2013  | 2014  | 2015  | 2016  |
| ----- | ----- | ----- | ----- | ----- | ----- | ----- |
| 1308  | ↘1304 | ↘1268 | ↘1220 | ↘1209 | ↘1188 | ↗1208 |
| 2017  | 2018  | 2019  |       |       |       |       |
| ↘1197 | ↘1172 | ↘1163 |       |       |       |       |

## Состав сельского поселения
| № | Населённый пункт | Тип населённого пункта       | Население |
| - | ---------------- | ---------------------------- | --------- |
| 1 | Камышловка       | деревня                      | 49        |
| 2 | Преображенка     | село, административный центр | 885       |
| 3 | Тяжино-Вершинка  | деревня                      | 374       |

## Экономика
На территории Преображенского сельского поселения отсутствуют крупные предприятия. Ввиду этого поселение является дотационным.
Основу экономики составляют 2 крестьянско-фермерских хозяйства (производство зерна, заготовка древесины), производятся хлебобулочные изделия (индивидуальным предпринимателем).
Социальная сфера
- Здравоохранение: 3 фельдшерско-акушерских пункта (по одному в каждом из населёных пунктов поселения).
- Образование: 1 основная общеобразовательная школа (с. Преображенка) и 1 начальная общеобразовательная школа (дер. Тяжино-Вершинка).
- Культура: 2 сельских Дома культуры и 2 библиотеки (с. Преображенка, дер. Тяжино-Вершинка).

Торговля
Розничную торговлю на территории Преображенского сельского поселения осуществляют индивидуальные предприниматели. Работают пять неспециализированных продовольственных магазинов (4 в Преображенке и 1 в Тяжино-Вершинке) и один ларёк (д. Камышловка). В Преображенке расположено отделение почтовой связи ФГУП «Почта России».